# Rapport Obin
Le rapport Obin, officiellement titré « Les signes et manifestations d’appartenance religieuse dans les établissements scolaires », est remis au gouvernement français en juin 2004 par Jean-Pierre Obin, inspecteur général de l'Éducation nationale. Il pointe l'influence grandissante de l'islamisme dans les écoles françaises,,.     
Le rapport est remis un an après le livre de témoignages de Georges Bensoussan, Les Territoires perdus de la République, et trois mois après la promulgation de la loi sur les signes religieux dans les écoles publiques françaises, qui vise notamment à interdire le voile dans les écoles françaises ; il est rapidement « enterré ».
En octobre 2020, la suite de l'assassinat de Samuel Paty, un professeur d'histoire-géographie, par un islamiste, ce rapport est à nouveau régulièrement cité dans les médias,,,,,.  

## Contenu du rapport

### Aperçu général
Le rapport décrit le phénomène de séparatisme religieux, notamment chez les jeunes musulmans français. Ainsi, il pointe que « les manifestations d'appartenance religieuse, individuelles ou collectives », ont tendance « à se multiplier et à se diversifier, avec une rapidité et une dynamique fortes » ; que « dans certains quartiers », elles peuvent « affecter tous les domaines de la vie personnelle, familiale et sociale ». Mais aussi que l'institution scolaire est « impliquée dans ce mouvement d'ensemble », au-delà de « l'émotion médiatique » suscitée par la prolifération du voile islamique dans l'espace public,,. 
Le rapport donne de nombreux exemples de dérives constatés dans les salles de cours. 

### Laïcité contestée et propos négationnistes
Dans certains cours d'histoire-géographie, certains élèves musulmans « refusent d'étudier l'édification des cathédrales, ou d’ouvrir le livre sur un plan d’église byzantine, ou encore d’admettre l’existence de religions préislamiques en Égypte ou l’origine sumérienne de l’écriture ». Le rapport pointe également que « la laïcité est contestée comme antireligieuse en éducation civique » ; « les propos négationnistes sont fréquents » concernant la Shoah,. 
En cours de mathématiques, certains élèves refusent « d'utiliser tout symbole ou de tracer toute figure (angle droit, etc.) ressemblant de près ou de loin à une croix ». Dans un lycée professionnel, « des élèves, la totalité parfois, refusent de cuisiner du porc et de manipuler et goûter la viande non consacrée ». Vestimentairement, « les cas les plus nombreux concernent des élèves souhaitant affirmer leur appartenance à la religion musulmane,. »
D'un point du vue territorial, le rapport pointe que certains quartiers français sont « “tombés aux mains” des religieux et des associations qui les contrôlent ». 

### Autocensure et connivence du corps enseignant
Le rapport constate que « la réaction la plus répandue des enseignants est sans doute l’autocensure » ; ce qu'il estime « largement sous-estimée » par le manque de communication de ces derniers. Le rapport prend par l'exemple des cours de reproduction en biologie, parfois plus enseigné car jugé trop impudique par les élèves,,,,. 

De manière surprenante, certains professeurs, « devant l'abondance des contestations d'élèves s'appuyant sur le Coran [recourent] au livre sacré pour tenter de légitimer l'enseignement. » Ainsi, certains professeurs s'appuient sur des élèves inscrits en école coranique pour faire cours, les utilisant comme « garants de l'orthodoxie musulmane, afin d'invalider les contestations venant d'autres élèves. » Dans un autre exemple, le rapport affirme que certains professeurs utilisent directement le Coran : 

« le comble est sans doute atteint avec ce professeur enseignant avec le Coran sur son bureau […] et qui y recourt dès que des contestations se manifestent. On peut alors parler d'une véritable théologisation de la pédagogie. »

## Réception
D'après  Le Monde, le rapport Obin est enterré à la suite d'un conseil de Dominique Borne au nouveau ministre de l'Éducation nationale, François Fillon : 

« J’ai signalé au cabinet du ministre que ce rapport n’était pas un bon travail. Il tirait des conclusions générales d’une soixantaine de cas particuliers, ce qui est très peu. »

Le rapport n'est publié qu’en mars 2005, à la suite de fuites dans la presse.
François Fillon, interrogé en 2020 par Le Parisien, se défend au contraire d'avoir enterré le rapport, mais juge les préconisations de l'ouvrage « assez minces » et déclare que celles-ci ont été mises en œuvre, citant en exemple « l'interdiction des signes religieux et la circulaire sur la laïcité de mai 2004 ».
Jean-Pierre Obin déclare pour sa part à BFM TV que le rapport a bel et bien été laissé de côté par François Fillon, qui « avait d’autres chats à fouetter », comme la « loi sur les symboles religieux à l'école publique » et l’épisode des otages de Bagdad. D'après lui, les ravisseurs des journalistes français exigeaient l'abrogation de cette loi et « il fallait donc faire profil bas ».